# Völkermarkt (huyện)
Huyện Völkermarkt là một huyện hành chính ở Áon State của Carinthia.

## Các đô thị
Völkermarkt được chia thành 13 đô thị, 2 trong số đó là thị xã và 3 trong số đó là phố thị (market town).

### Thị xã
- Bleiburg (Slov.: Pliberk) (4.083)
  - Aich, Bleiburg, Dobrowa, Draurain, Ebersdorf, Einersdorf, Grablach, Kömmel, Kömmelgupf, Loibach, Lokowitzen, Moos, Replach, Rinkenberg, Rinkolach, Ruttach, Schattenberg, Schilterndorf, St. Georgen, St. Margarethen, Weißenstein, Wiederndorf, Woroujach
- Völkermarkt (Slov.: Velikovec) (11.373)
  - Admont, Aich, Arlsdorf, Attendorf, Bach, Berg ob Attendorf, Berg ob St. Martin, Bergstein, Bischofberg, Bösenort, Dobrowa, Drauhofen, Dullach I, Dullach II, Dürrenmoos, Frankenberg, Führholz, Gänsdorf, Gattersdorf, Gletschach, Greuth, Gurtschitschach, Hafendorf, Haimburg, Höhenbergen, Hungerrain, Kaltenbrunn, Klein St. Veit, Korb, Kremschitz, Krenobitsch, Kulm, Ladratschen, Lassein, Lasseinerbucht, Lippendorf, Mittertrixen, Neudenstein, Niederdorf, Niedertrixen, Niedertrixen, Obersielach, Obertrixen, Oschenitzen, Penk, Pörtschach, Rakollach, Rammersdorf, Rammersdorf, Ratschitschach, Reifnitz, Reisdorf, Ruhstatt, Ruppgegend, Salchendorf, Skoflitzen, St. Agnes, St. Georgen am Weinberg, St. Jakob, St. Lorenzen, St. Margarethen ob Töllerberg, St. Martin, St. Michael ob der Gurk, St. Peter am Wallersberg, St. Stefan, Steinkogel, Tainach, Tainacherfeld, Terpetzen, Töllerberg, Unarach, Unterbergen, Unterlinden, Völkermarkt, Waisenberg, Wandelitzen, Watzelsdorf, Weinberg, Wernzach, Winklern, Wurzen

### Các phố thị
- Eberndorf (Slov.: Dobrla vas) (6.016)
  - Buchbrunn, Buchhalm, Duell, Eberndorf, Edling, Gablern, Gösselsdorf, Graben, Hart, Hof, Homitzberg, Humtschach, Köcking, Kohldorf, Kühnsdorf, Loibegg, Mittlern, Mökriach, Oberburg, Pribelsdorf, Pudab, Seebach, St. Marxen, Unterbergen, Wasserhofen
- Eisenkappel-Vellach (Slov.: Železna Kapla-Bela) (2.710)
  - Bad Eisenkappel, Blasnitzen, Ebriach, Koprein Petzen, Koprein Sonnseite, Leppen, Lobnig, Rechberg, Remschenig, Trögern, Unterort, Vellach, Weißenbach, Zauchen
- Griffen (Slov.: Grebinj) (3.677)
  - Altenmarkt, Enzelsdorf, Erlach, Gariusch, Gletschach, Griffen, Griffnergemeinde, Großenegg, Grutschen, Haberberg, Haberberg, Kaunz, Kleindörfl, Klosterberg, Langegg, Lichtenwald, Limberg, Lind, Obere Gemeinde, Poppendorf, Pustritz, Rakounig, Rausch, Salzenberg, Schloßberg, St. Jakob, St. Kollmann, St. Leonhard an der Saualpe, Stift Griffen, Tschrietes, Untergrafenbach, Untergreutschach, Unterrain, Wallersberg, Wölfnitz, Wriesen

### Các đô thị
- Diex (Slovene: Djekše) (863)
  - Bösenort (Slovene: Hudi kraj), Diex, Grafenbach (Slovene: Kneža), Großenegg (Slovene: Tolsti Vrh), Haimburgerberg (Slovene: Vovbrske Gore), Michaelerberg (Slovene: Šmihelska Gora), Obergreutschach (slow.: Zgornje Krčanje)
- Feistritz ob Bleiburg (Slov.: Bistrica pri Pliberku) (2.128)
  - Dolintschitschach, Feistritz ob Bleiburg, Gonowetz, Gonowetz, Hinterlibitsch, Hof, Lettenstätten, Penk, Pirkdorf, Rischberg, Ruttach-Schmelz, St. Michael ob Bleiburg, Tscherberg, Unterlibitsch, Unterort, Winkel
- Gallizien (Slov.: Galicija) (1.825)
  - Abriach, Abtei, Dolintschach, Drabunaschach, Enzelsdorf, Feld, Freibach, Gallizien, Glantschach, Goritschach, Krejanzach, Linsendorf, Möchling, Moos, Pirk, Pölzling, Robesch, Unterkrain, Vellach, Wildenstein
- Globasnitz (Slov.: Globasnica) (1.645)
  - Globasnitz, Jaunstein, Kleindorf, Podrain, Slovenjach, St. Stefan, Traundorf, Tschepitschach, Unterbergen, Wackendorf
- Neuhaus (Slov.: Suha) (1.236)
  - Bach-Potoce, Berg ob Leifling, Graditschach, Hart, Heiligenstadt, Illmitzen, Kogelnigberg, Leifling, Motschula, Neuhaus, Oberdorf, Pudlach, Schwabegg, Unterdorf, Wesnitzen, Wesnitzen
- Ruden (Slov.: Ruda) (1.600)
  - Dobrowa, Eis, Grutschen, Kanaren, Kleindiex, Kraßnitz, Lippitzbach, Obermitterdorf, Ruden, St. Jakob, St. Martin, St. Nikolai, St. Radegund, Untermitterdorf, Unternberg, Unterrain, Weißeneggerberg, Wunderstätten
- Sankt Kanzian am Klopeiner See (Slovene: Škocijan) (4.297)
  - Brenndorf, Duell, Grabelsdorf, Horzach I, Horzach II, Kleindorf I, Kleindorf II, Klopein, Lanzendorf, Lauchenholz, Littermoos, Mökriach, Nageltschach, Oberburg, Obersammelsdorf, Oberseidendorf, Peratschitzen, Piskertschach, Saager, Schreckendorf, Seelach, Seidendorf, Sertschach, Srejach, St. Kanzian am Klopeiner See, St. Lorenzen, St. Marxen, St. Primus, St. Veit im Jauntal, Stein im Jauntal, Steinerberg, Unterburg, Unternarrach, Untersammelsdorf, Vesielach, Wasserhofen, Weitendorf
- Sittersdorf (Slov.: Žitara vas) (2.122)
  - Altendorf, Blasnitzenberg, Dullach, Goritschach, Hart, Homelitschach, Jerischach, Kleinzapfen, Kristendorf, Miklauzhof, Müllnern, Obernarrach, Pfannsdorf, Pogerschitzen, Polena, Proboj, Rain, Rückersdorf, Sagerberg, Sielach, Sittersdorf, Sonnegg, Tichoja, Weinberg, Wigasnitz, Winkel, Wrießnitz

(Dân số theo điều tra dân số năm 2001)
| edit | Các thành phố và huyện (Bezirke) của Kärnten | Flag of Austria |
| \| \| Klagenfurt am Wörthersee \\| Villach Feldkirchen \\| Hermagor \\| Klagenfurt-Land \\| Spittal an der Drau \\| St. Veit an der Glan \\| Villach-Land \\| Völkermarkt \\| Wolfsberg \| | |                 |
| Carinthia map | Klagenfurt am Wörthersee \| Villach Feldkirchen \| Hermagor \| Klagenfurt-Land \| Spittal an der Drau \| St. Veit an der Glan \| Villach-Land \| Völkermarkt \| Wolfsberg |                 |